# 935

## Události
- Boleslav I. zabil svého bratra Václava a ujímá se vlády.
- Začíná dlouhý konflikt mezi Svatou říší římskou, v níž se Východofranská říše přeměňuje, a Českým knížectvím.

## Úmrtí
- 28. září – svatý Václav, český kníže (* 907); alternativní, ale dnes už příliš neprosazované datum je týž den roku 929, kterýžto rok uvádějí staré legendy
- prosinec – Jan XI., papež (nebo leden následujícího roku)

## Hlavy států
- České knížectví – Václav I. (Boleslav I. za předpokladu Václavova úmrtí 929)
- Papež – Jan XI.
- Anglické království – Ethelstan
- Skotské království – Konstantin II. Skotský
- Východofranská říše – Jindřich I. Ptáčník
- Západofranská říše – Rudolf Burgundský
- Uherské království – Zoltán
- První bulharská říše – Petr I. Bulharský
- Byzanc – Konstantin VII. Porfyrogennetos